# みんなで遊ぼう!ナムコカーニバル
みんなで遊ぼう!ナムコカーニバル（みんなであそぼう なむこかーにばる）は、バンダイナムコゲームス・ナムコレーベルのレトロアーケードゲームやアレンジモードを収録したWii用ゲームソフト。2007年12月6日発売。
アメリカで2007年10月に発売された『Namco Museum Remix』の日本版である。このためナムコミュージアムシリーズの一つとして扱われる。

## 収録ゲーム

### アトラクション
テーマパークのアトラクションを模したゲームのアレンジモード。いずれもパックマンをフィーチャーしている。
- ギャラガ REMIX
- ラリーX REMIX
- パックモトス

プレイヤーキャラクターがパックマンのモトス
- ワニワニパニック REMIX
- パックンロール REMIX

### カーニバルアーケード
テーマパーク内のゲームコーナーにある（という設定の）レトロゲームの復刻版。従来の『ナムコミュージアム』に近いモードだが、ショートカットがないため他のアトラクション同様、3Dのパックマンを操作してカーニバルアーケードに入場、さらに筐体を選ぶことで、ようやく各レトロゲームをプレイすることが出来るようになる。
- キューティQ
- ギャラクシアン
- スーパーパックマン
- ディグダグ
- ゼビウス
- パック&パル
- マッピー
- ギャプラス
- パックマニア

アーケードで縦長表示だったゲームも横長の画面でフルサイズ表示が可能となり、余白はイラストで埋められている。